# بک جوهو
بک جو-هو (کره‌ای: 백주호؛ زادۀ ۴ ژوئیه ۱۹۹۶) همچنین با نام هنری جوهو شناخته می‌شود، رپر و بازیگر اهل کره جنوبی است. او رپر اصلی گروه پسرانۀ اس‌اف۹ است. او آهنگساز و تهیه‌کنندۀ ترانه‌های اس‌اف۹ است.
او اولین‌بار در مجموعه وب درام روی قلبت کلیک کن (۲۰۱۶) و مجموعه تلویزیونی این عشق بود؟ (۲۰۲۰) با بقیه اعضای اس‌اف۹ حضور افتخاری پیدا کرد. همچنین در مجموعۀ تحت فشار نقش اصلی را ایفا کرد.